# Tropiduchidae
Tropiduchidae Stål, 1866, è una Famiglia comprendente insetti dell'Ordine dei Rincoti Omotteri, È uno dei più piccoli raggruppamenti all'interno della Superfamiglia dei Fulgoroidei.

## Descrizione
I Tropiduchidae sono insetti dal corpo slanciato, generalmente di colore verdastro, giallastro o bruno. Il capo presenta la regione frontale prolungata in avanti e carenata lateralmente, con ocelli disposti sotto e davanti agli occhi e con antenne provviste di flagello filiforme.
Le ali anteriori hanno il clavo non granulato e con nervatura clavale terminante in corrispondenza del suo vertice. Il mesonoto presenta una struttura trasversa che separa uno sclerite posteriore di forma triangolare e stretta, simile ad uno scutello.
Le zampe posteriori hanno il secondo tarsomero breve e terminante con due spine apicali, una per lato.

## Sistematica
I Tropiduchidae sono rappresentati da circa 380 specie ripartite fra 136 generi, principalmente diffusi nelle regioni tropicali.
In Europa è rappresentata solo la sottofamiglia dei Tropiduchinae con i generi Omatissus e Tripetymorpha, entrambi presenti anche in Italia. La specie di maggiore interesse economico è Ommatissus binotatus, associata alla palma da datteri e presente in Sicilia e nella penisola iberica oltre che in Nordafrica. In Nordafrica e in Medio Oriente è presente anche Ommatissus lybicus, altra specie dannosa alla palma da datteri.